# Asseco Resovia 2019-2020
Questa voce raccoglie le informazioni riguardanti l'Asseco Resovia nelle competizioni ufficiali della stagione 2019-2020.

## Organigramma societario
Area direttiva
- Presidente: Piotr Maciąg

Area tecnica
- Allenatore: Piotr Gruszka (fino al 30 gennaio 2020), Emanuele Zanini (dall'11 febbraio 2020)
- Allenatore in seconda: Wojciech Serafin

## Rosa
| N° | Nome                  | Ruolo | Data di nascita   | Nazionalità sportiva |
| -- | --------------------- | ----- | ----------------- | -------------------- |
| 1  | Bartłomiej Krulicki   | C     | 15 settembre 1993 | Polonia              |
| 2  | Grzegorz Kosok        | C     | 2 marzo 1986      | Polonia              |
| 3  | Bartłomiej Lemański   | C     | 19 marzo 1996     | Polonia              |
| 4  | Luke Perry            | L     | 20 novembre 1995  | Australia            |
| 5  | Marcin Komenda        | P     | 24 maggio 1996    | Polonia              |
| 6  | Tomas Rousseaux       | S     | 31 marzo 1994     | Belgio               |
| 7  | Kawika Shoji          | P     | 11 novembre 1987  | Stati Uniti          |
| 8  | Nicholas Hoag         | S     | 19 agosto 1992    | Canada               |
| 9  | Zbigniew Bartman      | O     | 4 maggio 1987     | Polonia              |
| 12 | Tomasz Kalembka       | C     | 30 giugno 1991    | Polonia              |
| 13 | Aleh Achrem           | S     | 12 marzo 1983     | Bielorussia          |
| 14 | Rafał Buszek          | S     | 28 aprile 1987    | Polonia              |
| 16 | Nicolas Maréchal      | S     | 4 marzo 1987      | Francia              |
| 17 | Marcin Możdżonek      | C     | 9 febbraio 1985   | Polonia              |
| 20 | Michał Kowal          | S     | 19 giugno 2001    | Polonia              |
| 21 | Patryk Giża           | C     | 16 ottobre 2001   | Polonia              |
| 22 | Sebastian Kwiatkowski | O     | 11 maggio 2001    | Polonia              |
| 23 | Bartosz Mariański     | L     | 26 maggio 1992    | Polonia              |
| 24 | Mateusz Ściurka       | P     | 12 luglio 2001    | Polonia              |
| 77 | Damian Schulz         | O     | 26 febbraio 1990  | Polonia              |